# Euoplos bairnsdale
Euoplos bairnsdale är en spindelart som först beskrevs av Main 1995.  Euoplos bairnsdale ingår i släktet Euoplos och familjen Idiopidae.
Artens utbredningsområde är Victoria, Australien. Inga underarter finns listade i Catalogue of Life.